# جدول زمانی موتور الکتریکی
موتورهای الکتریکی سابقه‌ای طولانی دارند که به اوایل قرن نوزدهم برمی‌گردد.

## قرن نوزدهم
| تاریخ، نام                       | تاریخچه موتو الکتریکی | اختراعات انتخاب شده                                 |  |
| -------------------------------- | --- | --------------------------------------------------- |  |
| ۱۸۲۰, هانس کریستین اورستد        | فیزیک‌دان و شیمی‌دان دانمارکی پی برد که عقربهٔ قطب نما از طرف قطب شمال منحرف می‌شود هنگامی که جریان در یک باتری قطع و وصل می‌شود؛ که ارتباط بین الکتریسیته و مغناطیس را نتیجه می‌دهد.                        |                                                     |  |
| ۱۸۲۰, آندره-ماری آمپر            | فیزیک‌دان فرانسوی سیم‌لوله را اختراع کرد. |                                                     |  |
| ۱۸۲۱ مایکل فارادی                | فیزیک‌دان انگلیسی نشان داد وقتی یک سیم مغناطیسی در میدان الکتریکی قرار می‌گیرد شروع به چرخش می‌کند |                                                     |  |
| ۱۸۲۲, پیتر بارلو                 | فیزیک‌دان انگلیسی چرخ بارلو را اختراع کرد که اولین دستگاهی بود که از الکترومغناطیس استفاده می‌کرد. |                                                     |  |
| ۱۸۲۴, فرانسوا آراگو              | فیزیک‌دان فرانسوی نشان داد چرخش یک دیسک مسی باعث ایجاد چرخش در عقربهٔ مغناطیسی که در بالای آن معلق است می‌شود.                                                                                            |                                                     |  |
| ۱۸۲۸, آنیوس جدلیک                | فیزیک‌دان مجاری اولین ماشین الکترومکانیکی را طراحی کرد که توسط الکترومغناطیس کار می‌کرد. |                                                     |  |
| قبل از ۱‍۸۳۰, جان مایکل اکلینگ     | مکانیک اتریشی یک موتور الکتریکی را ساخت که طبق طرح فیزیک‌دان اتریشی آندرس وان بامگارتنر بود |                                                     |  |
| ۱۸۳۱ مایکل فارادی                | دانشمند انگلیسی قانون القا را کشف و بررسی کرد که آن ایجاد جریان الکتریکی در نتیجهٔ تغییر میدان مغناطیسی بود.                                                                                            |                                                     |  |
| ۱۸۳۱, جوزف هنری                  | فیزیک‌دان آمریکایی یک گیره مکانیکی را ساخت که به عنوان یک اسباب بازی فلسفی آن را توصیف کرد. |                                                     |  |
| ۱۸۲۵–۱۸۳۳ ویلیام استورجن         | دانشمند انگلیسی در ۱۸۲۵ الکترو-مگنت را ساخت و در ۱۸۳۳ اولین ماشین الکتریکی چرخان در لندن ساخته شد. |                                                     |  |
| ۱۸۳۲–۳۳, ایپولیت پیکسی           | سازنده دستگاه فرانسوی اولین دستگاه تولید برق AC را ساخت که بدون نیاز به چرخش بود و در همان سال تولیدکننده چرخان DC را ساخت                                                                             |                                                     |  |
| ۱۸۳۳, جوزف ساکستون               | مخترع آمریکایی یک ماشین الکترومغناطیسی را تولید کرد. |                                                     |  |
| ۱۸۳۳, هاینریش لنز                | آلمانی بود که قانون برگشت‌پذیری ژنراتورها و موتورها را فرمول‌بندی کرد. |                                                     |  |
| ۱۸۳۷, توماس داونپورت             | آهنگر مخترع آمریکایی بود که اولین ثبت اختراع موتور آمریکا را کسب کرد. | US 132                                              |  |
| ۱۸۳۸, سلومون استیمپسون           | آمریکایی بود که با گرداننده سگمنتال موتور ۱۲ قطب الکتریکی ساخت | US 910                                              |  |
| ۱۸۳۴–۳۹, موریتس فن یاکوبی        | مهندس و فیزیک‌دان روسی بود که یک موتور ۱۵ واتی را در سال ۱۸۳۴ ساخت که و به آکادمی علوم در پاریس فرستاده شد و در ۱۸۳۵ با تمام اطلاعات به چاپ رسید. اولین موتور الکتریکی بود که برای حرکت قایق استفاده شد |                                                     |  |
| ۱۸۴۰ , ترو من کوک                | آمریکایی بود که با آرماتور PM یک موتور الکتریکی ساخت. | US 1735                                             |  |
| ۱۸۳۷–۴۲,nbsp;رابرت دیویدسون      | مخترع اسکاتلندی بود که برای لوکوموتیو و ماشین تراش از موتور الکتریکی بهره برد. |                                                     |  |
| ۱۸۴۵, پاول گوستاو فرومنت         | مهندس و سازندهٔ فرانسوی بود که اولین موتوری که حرکت خطی موتور الکترومغناطیسی را به حرکت چرخشی تبدیل کرد را ساخت.                                                                                        |                                                     |  |
| ۱۸۵۶, ورنر فون زیمنس             | صنعتگر آلمانی بود که ژنراتور با T آماتور دوگانه را ساخت. |                                                     |  |
| ۱۸۶۱–۱۸۶۴, جیمز کلرک ماکسول      | دانشمند انگلیسی بود که دانش الکترومغناطیس را در ۴ معادله کیلیدی خلاصه کرد. |                                                     |  |
| ۱۸۷۱–۷۳, زنوب گرامه              | مهندس بلژیکی بود که یک موتور خاصی را ساخت. |                                                     |  |
| ۱۸۷۹۱۸۷۹, والتر بیلی             | انگلیسی بود که بر اساس چرخش آراگوس و خاموش روشن کردن دستی یک موتور جدید ساخت. |                                                     |  |
| ۱۸۸۵, گالیله فراری               | فیزیک‌دان و مهندس ایتالیایی بود که در بحث موتورهای AC کار کرد. Delivered a paper on it in April 1888.                                                                                                   |                                                     |  |
| ۱۸۸۶–۸۹, نیکولا تسلا             | مهندس و مخترع صربی آمریکایی بود که انواع موتورهایی را ساخت. | US 0,381,968 US 0,381,969 US 0,382,279 US 0,382,280 |  |
| ۱۸۸۶, فرانک سپری                 | صنعتگر آمریکایی یک موتور DC با سرعت ثابت را ساخت. |                                                     |  |
| ۱۸۸۹–۹۰, میخایل دولیو دوبروولسکی | مهندس و مخترع روسی لهستانی بود که اولین موتور با روتور قفسی را ساخت. در موتورهای القایی سه فازی |                                                     |  |

## قرن بیستم
| تارخ، نام            | تاریخچه موتور الکتریکی                 | اختراعات ثبت شده    |
| -------------------- | -------------------------------------- | ------------------- |
| ۱۹۰۵, آلفرد زهدن     | طریقه ایجاد موتور الکتریکی القایی خطی. | U.S. Patent ۷۸۲٬۳۱۲ |
| ۱۹۳۵, هرمن کمپر      | ساخت موتور القایی خطی                  |                     |
| ۱۹۴۵–۴۹, اریک لیتویت | اولین مدل کارکرد موتور القایی خطی      |                     |